# La Fueva
La Fueva (aragónul A Fueva) település Spanyolországban, Huesca tartományban. La Fueva Foradada del Toscar, Santaliestra y San Quílez, Perarrúa, Graus, Secastilla, Abizanda, Palo, Aínsa-Sobrarbe, El Pueyo de Araguás, Laspuña, Plan és Seira községekkel határos. Lakosainak száma 597 fő (2024).

## Népesség
A település népessége az utóbbi években az alábbiak szerint változott:
| Lakosok száma | 618  | 599  | 621  | 626  | 634  | 622  | 611  | 587  | 612  | 597  |
|               | 2001 | 2004 | 2006 | 2009 | 2011 | 2014 | 2016 | 2019 | 2021 | 2024 |